# 中华人民共和国银行业
从1949年至今，中华人民共和国的银行业发生了巨大的变化，经过几次改革，从仅有国有控股银行到还有外资与侨资控股银行，已形成了由中央银行、银行业监管机构、政策性银行、商业银行和其他金融机构如：信用合作机构、金融资产管理公司、信托投资公司、财务公司、租赁公司等共同组成的银行体系。

## 历史

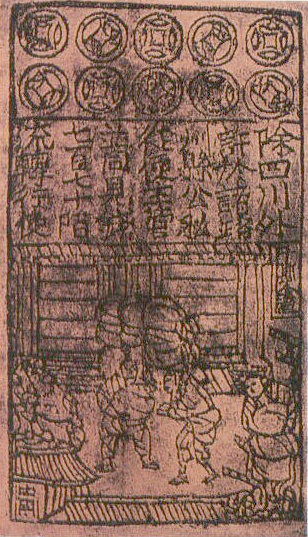
宋朝政府发行的交子是世界上的第一种纸币

银联网络已经延伸到中国境外150个国家和地区

中国银行业的雏形产在宋朝时期（960年—1279年），当时出现了具有高利贷性质及无利息存款业务的钱庄与票号，1840年，清朝在第一次鸦片战争中战败，现代银行理念与外国银行开始进入中国，第一家进入中国的外国银行为1845年在香港设立的东藩汇理银行，随后香港上海汇丰银行、德华银行、花旗银行等外国银行纷纷进入中国。1897年，中国通商银行成立，这是中国人自己成立的第一家银行。1897年成立的大清户部银行总行则是中国历史上的第一家中央银行。1912年2月5日，中国银行在上海市汉口路3号大清银行旧址开业，此时的中国银行为中华民国的中央银行。
中华人民共和国成立后，实现单一的计划经济体制，中国银行成为仅经营外汇业务的银行，中国农业银行等其他商业银行成立之后又被取消，中国人民银行既是中央银行又是商业银行。改革开放开始后，1979年3月，中国农业银行恢复；1979年8月，中国人民建设银行成立；1983年9月17日，中华人民共和国国务院决定，自1984年1月1日起，中国人民银行专门行使中央银行的职能，1984年1月1日，中国工商银行成立，承担了了过去由中国人民银行办理的金融经营业务。
在1994年，中国银行、中国工商银行、中国农业银行、中国建设银行被改为国有独资商业银行，同一年，三大政策性银行——中国进出口银行、中国农业发展银行、国家开发银行成立，1995年5月10日，中华人民共和国商业银行法颁布，明确了商业银行为吸收公众存款、发放贷款、办理结算等业务的企业法人．以效益性、自我约束的经营机制，确立了商业银行的企业法人地位。
1998年，随着中华人民共和国互联网的发展，招商银行率先推出了网上银行业务，随后中行、建行、工行也相继推出该项业务。2002年3月26日中国银联股份有限公司在上海成立，使带有银联标识银行卡在全中国范围内联网通用。截至2015年1月20日，银联网络已经延伸到中国境外150个国家和地区。2003年4月29日，中国银行业监督管理委员会正式成立。

## 现状
目前中华人民共和国的中央银行是中国人民银行，在国务院领导下，制定和执行货币政策，防范和化解金融风险，维护金融稳定，提供金融服务。中国银行保险监督管理委员会是银行业监管机构，负责对银行业金融机构进行监管。政策性银行是由政府发起、出资成立，为贯彻和配合政府特定经济政策和意图而进行融资和信用活动的机构，中国三大政策性银行是中国进出口银行、中国农业发展银行和国家开发银行。
商业银行一般是指吸收存款、发放贷款和从事其他中间业务的盈利性机构，包括国有独资商业银行、股份制商业银行、城市商业银行和农村商业银行，以及住房储蓄银行、外资、合资银行等。中华人民共和国擁有六家国有大型商业银行，分别是中国工商银行、中国银行、中国农业银行、中国建设银行、中国邮政储蓄银行、交通银行。中国大陸还拥有很多股份制商业银行，如中信银行、招商银行、平安银行等。外国银行分行如德国商业银行上海分行、英国巴克莱银行上海分行、美国银行上海分行等。
近年来，由于海外需求高涨，中国大陸银行业开始了海外扩张。2007年11月12日，美联储批准了招商银行在纽约设立分行的申请。到2010年末，工行、建行、中行跻身世界银行前十名，同时有111家银行进入世界1000家银行之列。中国工商银行、中国银行、中国建设银行和中国农业银行也被列入国际系统重要性银行。
2021年10月，中国人民银行与中国银行保险监督管理委员会根据2020年的数据评估认定了19家国内系统重要性银行，包括6家国有商业银行、9家股份制商业银行和4家城市商业银行。按系统重要性得分从低到高分为五组：第一组8家，包括平安银行、中国光大银行、华夏银行、广发银行、宁波银行、上海银行、江苏银行、北京银行；第二组4家，包括浦发银行、中信银行、中国民生银行、中国邮政储蓄银行；第三组3家，包括交通银行、招商银行、兴业银行；第四组4家，包括中国工商银行、中国银行、中国建设银行、中国农业银行；第五组暂无银行进入。